# The Soul Sessions Vol. 2
The Soul Sessions Vol. 2 è il sesto album in studio della cantante inglese Joss Stone, pubblicato il 23 luglio 2012 in Regno Unito e successivamente pubblicato anche negli Stati Uniti il 31 luglio dello stesso anno. Nell'album sono presenti undici cover, registrate in due sessioni live a New York e Nashville.

## Tracce
1. I Got the... – 4:59 (Labi Siffre)
2. (For God's Sake) Give More Power to the People – 3:44 (Eugene Record)
3. While You're Out Looking for Sugar – 3:28 (Ronald Dunbar, Edythe Wayne)
4. Sideway Shuffle – 3:38 (Linda Lewis)
5. I Don't Wanna Be with Nobody But You – 5:00 (Eddie Floyd, Joe Shamwell)
6. Teardrops – 5:55 (Cecil Womack, Linda Womack)
7. Stoned Out of My Mind – 3:12 (Barbara Acklin, Eugene Record)
8. The Love We Had (Stays on My Mind) – 4:42 (Terry Callier, Larry Wade)
9. The High Road – 4:40 (James Mercer, Brian Burton)
10. Pillow Talk – 4:42 (Sylvia Robinson, Michael Burton)
11. Then You Can Tell Me Goodbye – 3:51 (John D. Loudermilk)

Tracce bonus nell'edizione deluxe
1. First Taste of Hurt – 3:39 (Wilson Turbinton)
2. One Love in My Lifetime – 3:49 (Theresa G. McFaddin, Lawrence Brown, Leonard Perry)
3. Nothing Takes the Place of You – 3:26 (Toussaint McCall, Alan Robinson)
4. (1-2-3-4-5-6-7) Count the Days – 3:44 (Charlie Foxx Brooks, O'Dell Johnson, Jerry Williams Jr., Yvonne Williams)